# Шаталов, Виталий Семёнович
Вита́лий Семёнович Шата́лов (род. 1930) — советский горный инженер, государственный и хозяйственный деятель, заместитель Председателя Государственного комитета СССР по горному и техническому надзору (Госгортехнадзора СССР) в 1981—1990 годах.

## Биография
Родился 28 февраля 1930 года в селе Елань Новохопёрского района Воронежской области.
В 1953 году окончил Харьковский горный институт, получив квалификацию горного инженера. Был направлен на работу в Донбасс (Донецко-Макеевский район), где прошёл трудовой путь от заместителя начальника участка шахты до главного инженера угледобывающего треста.
В 1966 году был приглашен в Государственный комитет СССР по горному и техническому надзору (Госгортехнадзор СССР) на должность начальника Главного технического управления.
Принимал активное участие в становлении и организации работы Госгортехнадзора СССР.
Входил в число основных разработчиков основополагающих нормативных документов, устанавливающих обязательные государственные требования в области промышленной безопасности, в том числе: 
- Положение о Госгортехнадзоре СССР;
- Правила безопасности в угольных и сланцевых шахтах;
- Единые правила безопасности при взрывных работах;
- Правила технической эксплуатации и др.

С 1981 по 1990 год работал заместителем Председателя Госгортехнадзора СССР.
В 1990 году вышел на пенсию.
В 1991 году, как высококвалифицированный специалист с большим практическим опытом, был приглашён на работу во вновь созданный Госгортехнадзор России, где работал до 1998 года на должностях ведущего специалиста и заместителя начальника управления по надзору в угольной промышленности. В том числе, руководил работой авторского коллектива по разработке «Правил безопасности в угольных и сланцевых шахтах».
Неоднократно принимал участие в работе государственных комиссий по расследованию причин аварий в угольных шахтах СССР, а затем и России.
Более 20 лет сотрудничал с журналом «Безопасность труда в промышленности», являлся членом его редколлегии.
Автор многих статей по совершенствованию методологии надзорной и контрольной деятельности органов Госгортехнадзора, анализу причин аварий и производственных травм на предприятиях угольной промышленности.
Автор ряда изобретений в области безопасности работ в угольных шахтах.

## Награды
- Орден Трудового Красного Знамени;
- Медаль «За трудовую доблесть»;
- медаль «Ветеран труда»;
- Заслуженный шахтёр РСФСР;
- Полный кавалер отраслевой награды Знак «Шахтёрская слава».